# باول أردن
باول أردن (بالإنجليزية: Paul Arden)‏ هو كاتب بريطاني، ولد في 7 أبريل 1940، وتوفي في 2 أبريل 2008 بسبب نوبة قلبية.